# Barrio Latino (París)
El Barrio Latino (en francés: Quartier latin) está situado en la margen izquierda del Sena, en el distrito V y el norte y el este del distrito VI de París (Francia), que tiene como núcleo histórico a la Sorbona.

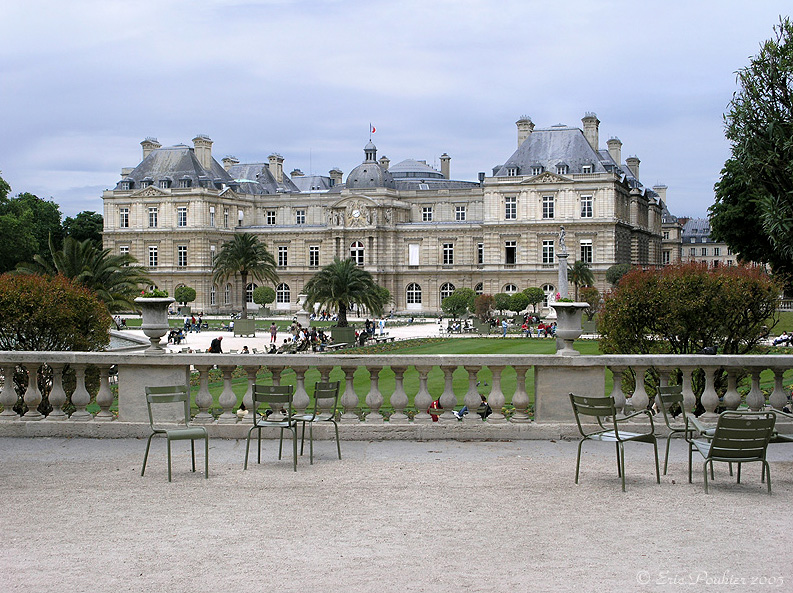
El Palacio del Luxemburgo (que alberga el Senado de Francia) y su jardín.

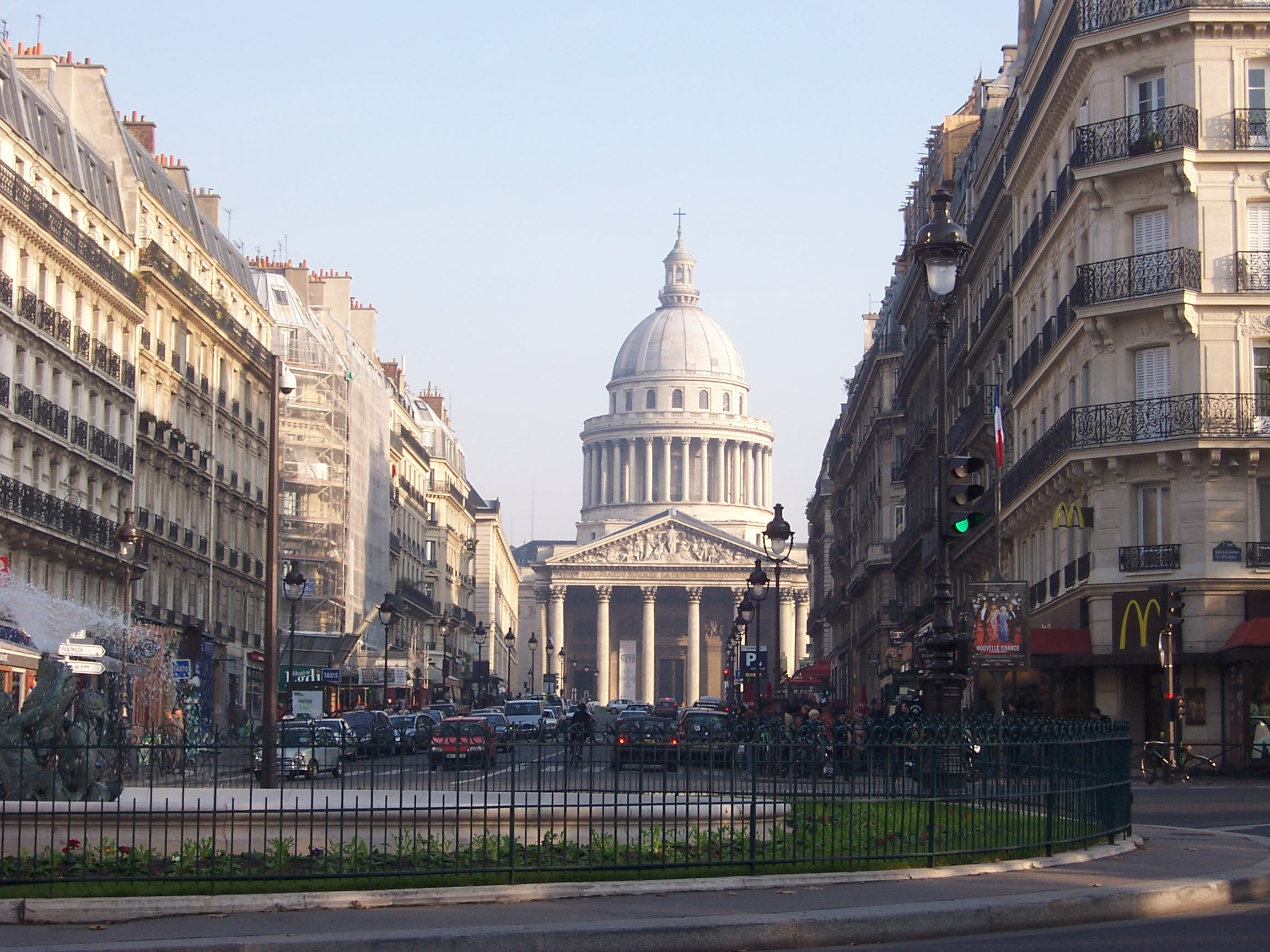
El Panteón.

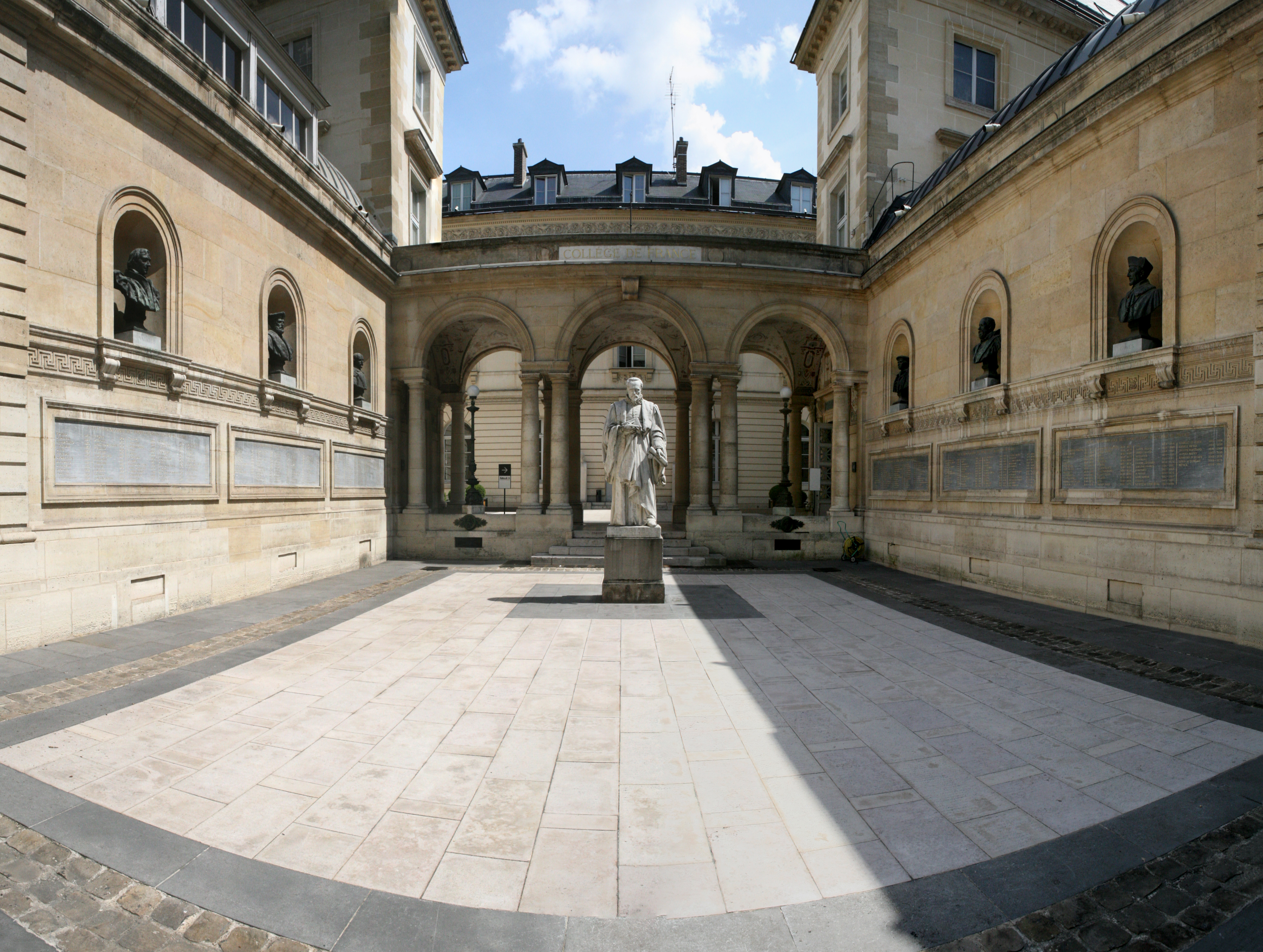
El Collège de France.

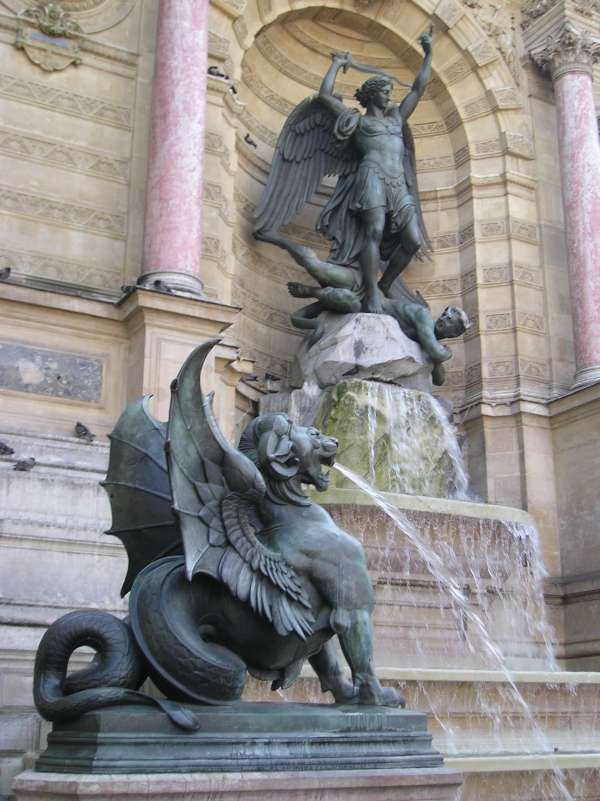
La fuente de la Place Saint-Michel, en el Boulevard Saint-Michel.

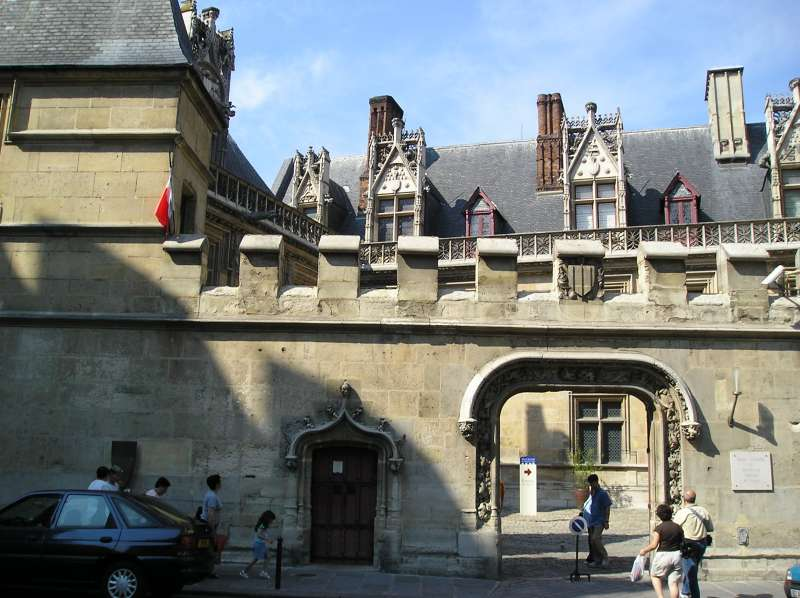
El Museo Nacional de la Edad Media (Hôtel de Cluny).

## Etimología
Tradicionalmente París estaba dividida en tres zonas: la cité, la ville, y la Universidad, que correspondían respectivamente a la isla de la Cité, la margen derecha y la margen izquierda.
En el siglo xvii, los escritores empezaron a llamar a la Universidad el pays latin («país latino»), debido al intenso uso del latín en la enseñanza de la época. Este término ya existía previamente en los libros de historia para designar al Latium. El nuevo uso de este término se atribuye al escritor Jean-Louis Guez de Balzac (1597-1654), que lo usó por ejemplo en su Sócrates cristiano, donde interviene un «hombre del país latino», pedante y vanidoso:

Este hombre no hablaba más que de la pureza de la dicción y de la nobleza del estilo. No conocía más Roma verdadera que la antigua república, y no tenía como legítimos romanos más que a Terencio, Cicerón y otros dos o tres. Todo el resto le parecía bárbaro y, en su opinión, la barbarie había empezado desde los primeros años del imperio de los primeros césares. Séneca era una de sus grandes aversiones, el latín de Plinio le hería el corazón, y el de Tácito le daba dolor de cabeza.

Los diccionarios Furetière (1690) y Littré (1872) atestiguan el término «pays latin», en la entrada «latin». A finales del siglo xviii apareció quartier latin («barrio latino») en lugar de pays latin. El Littré también acepta ya este término.

## Historia
Hasta 1848, el Barrio Latino estaba compuesto por una parte de los siguientes cuatro barrios:
- El barrio de la Place Maubert, delimitado al oeste por los faubourgs; al norte por el Quai de la Tournelle y el Quai Saint-Bernard; al este por la Rue du Haut-Pavé, la Place Maubert, el mercado de la Place Maubert, la montaña Santa Genoveva, la Rue Bordet, la Rue Mouffetard y la Rue de Lourcine; y al sur por el Boulevard Saint-Marcel.
- El barrio de Saint-Benoît, también llamado de Saint-Jacques, delimitado al oeste por el mercado de la Place Maubert, la montaña Santa Genoveva, la Rue Bordet, la Rue Mouffetard y la Rue de Lourcine; al norte por el Sena; al este por la Rue du Petit-Pont y la Rue Saint-Jacques; y al sur por el Faubourg Saint-Jacques hasta la Rue de Lourcine.
- El barrio de Saint-André-des-Arts, delimitado al oeste por la Rue du Petit-Pont y la Rue Saint-Jacques; al norte por el Sena desde el Petit Châtelet hasta la Rue Dauphine; y al sur por la Rue des Fossés-Saint-Germain, la Rue des Francs-Bourgeois-Saint-Michel y la Rue des Fossés Saint-Michel, también llamada rue Saint-Hyacinthe hasta la esquina de la Rue Saint-Jacques, y la Rue Saint-Thomas.
- El barrio de Saint-Germain-des-Prés, delimitado al oeste por la Rue Dauphine, la Rue de Buci, la Rue du Four y la Rue de Seine; al norte por el Sena, el Pont Royal y la île des Cygnes; y al sur por el extremo del Faubourg Saint-Germain desde la Rue de Seine hasta la Rue de Sèvres.

El Barrio Latino es uno de los barrios más conocidos de París. Se extiende por los distritos V y VI, y tiene como corazón la Sorbona y la montaña Santa Genoveva, en el emplazamiento de la antigua ciudad galorromana de Lutecia, que se extendía alrededor del foro, situado bajo la actual Rue Soufflot. Está atravesado por los cardos de París, ejes norte-sur de origen galorromano que corresponden en la actualidad a la Rue Saint-Jacques y el Boulevard Saint-Michel. Los ejes perpendiculares este-oeste, los decumanos, corresponden al Boulevard Saint-Germain y a la Rue des Écoles.

### Barrio de estudiantes
En la actualidad, el Barrio Latino sigue siendo un barrio muy frecuentado por estudiantes y profesores, debido a la presencia de numerosas instituciones de enseñanza superior y de investigación.
Varias instituciones tienen su sede en el edificio histórico de la Sorbona (la Cancillería de las Universidades de París, la Universidad Panthéon-Sorbonne, la Sorbonne Université y la Universidad Sorbona Nueva), la Universidad Panthéon-Assas, el campus de Jussieu (Sorbonne Université), la Universidad Sorbona Nueva, el Collège de France - Université PSL, la Biblioteca de Santa Genoveva y la Maison de la Recherche.
También hay varias grandes écoles instaladas en el barrio:
- La PSL Research University y sus componentes, la Escuela Normal Superior, la Escuela Superior de Física y de Química Industriales, el Collège de France, la Escuela Nacional Superior de Minas y la Escuela Nacional Superior de Química;
- El Institut des sciences et industries du vivant et de l'environnement, parte de la Universidad Paris-Saclay;
- El Instituto Superior de Electrónica de París;
- El Institut Supérieur des Arts Appliqués (LISAA);
- El Instituto de Administración de Empresas de la Universidad Panthéon-Sorbonne.

También se encuentra en este barrio el campus del Museo Nacional de Historia Natural de Francia, y la École polytechnique tenía en él su sede hasta 1976, la Escuela Superior de las Ciencias Económicas y Comerciales hasta 1974 y la École Nationale des Chartes hasta 2014. La Facultad de Medicina de París tuvo su sede en la Rue de l'École-de-Médecine desde 1794 hasta 1970. Sus antiguas instalaciones están ocupadas actualmente por la Universidad de París y por el campus de Cordeliers de la Sorbonne Université.
El Ministerio de Educación Superior tiene su sede en el 25 de la Rue de la Montagne Sainte-Geneviève. El barrio cuenta también con numerosos colegios y liceos, a menudo prestigiosos e históricos, como el Lycée Louis-le-Grand, el Lycée Fénelon, el Lycée Henri-IV, el Lycée Saint-Louis, Notre-Dame de Sion, el Collège Stanislas, la École alsacienne, el Lycée Montaigne y el Lycée Lavoisier.
En la década de 1960, particularmente en los sucesos de mayo de 1968, este barrio fue uno de los centros neurálgicos de los diferentes movimientos de protesta.

## Lugares de interés

### Restos romanos
- Arenas de Lutecia
- Termas romanas

### Monumentos
| - Panteón - Museo Nacional de la Edad Media (Hôtel de Cluny) - Palacio del Luxemburgo (Senado) - Jardín de Luxemburgo - Museo de Luxemburgo | - Jardín de plantas - Museo Nacional de Historia Natural - Casa de la Moneda - Collège des Bernardins |

### Iglesias y conventos
| - Iglesia de Saint-Étienne-du-Mont - Iglesia de San Sulpicio - Iglesia de Saint-Séverin - Iglesia de Saint-Nicolas-du-Chardonnet - Iglesia de Saint-Julien-le-Pauvre - Capilla de la Sorbona | - Convento de Cordeliers - Iglesia de Notre-Dame du Liban - Iglesia de Saint-Éphrem-le-Syriaque - Congregación del Espíritu Santo - Abadía e iglesia de Val-de-Grâce |

### Escuelas, liceos y universidades

#### Enseñanza superior
| - École spéciale des travaux publics, du bâtiment et de l'industrie - Instituto de Estudios Políticos de París (Sciences Po) - Institut supérieur des Arts appliqués (LISAA) - Institut de préparation à l'administration et à la gestion (IPAG) - Instituto Católico de París (ICP) - Sorbona - Sorbonne Université - Universidad de París - Universidad Panthéon-Sorbonne - Universidad Panthéon-Assas | - PSL Research University - Collège de France - Escuela Nacional Superior de Química - Escuela Nacional Superior de Minas - Escuela Nacional Superior de las Artes Decorativas - Escuela Normal Superior - PSL (Rue de Ulm) - Escuela Superior de Física y de Química Industriales - Universidad Paris-Saclay - AgroParisTech - Universidad Sorbona Nueva |

#### Escuelas, colegios y liceos

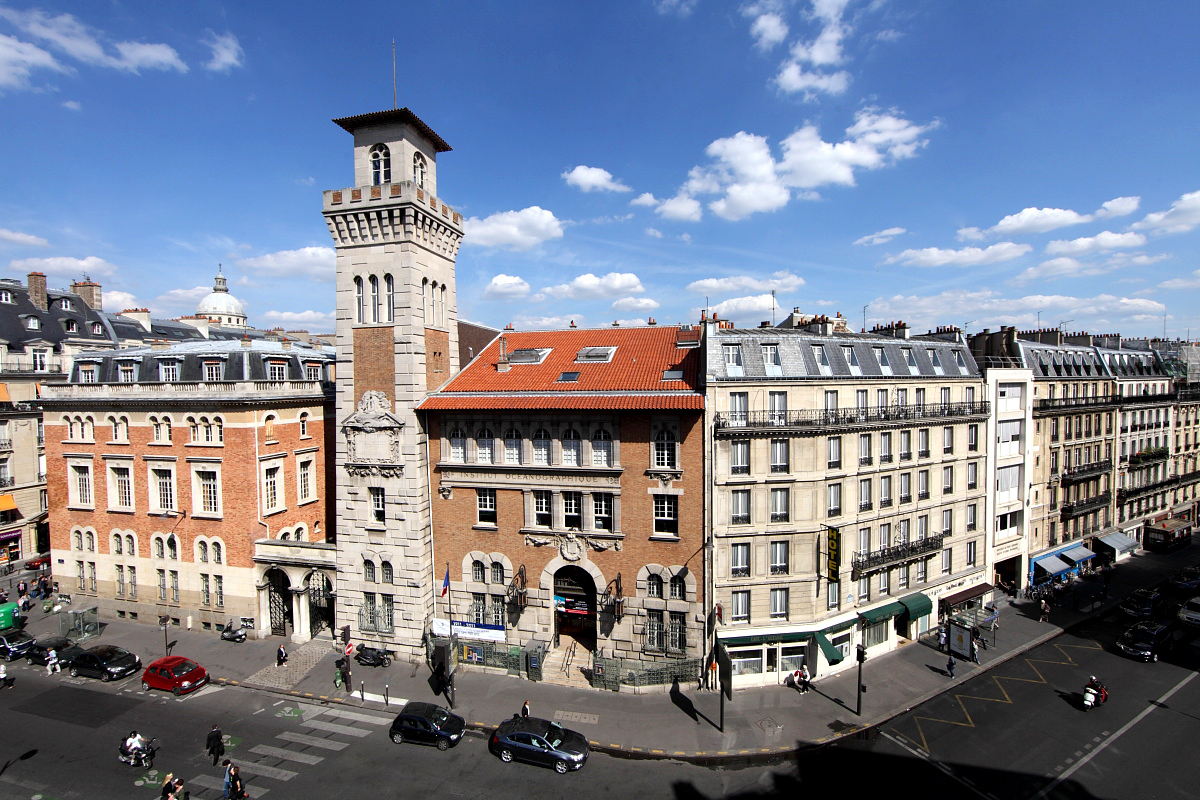
Vista general de los institutos de geografía de las universidades de París (a la izquierda) y de oceanografía (a la derecha), en la Rue Saint-Jacques. Estas instituciones forman parte del «campus Curie».

| - Collège Stanislas - École alsacienne - Lycée Fénelon - Lycée Henri-IV - Lycée Lavoisier | - Lycée Louis-le-Grand - Lycée Montaigne - Lycée Saint-Louis - Lycée Lucas de Nehou |

### Centros de investigación científica
Además del Centro Nacional para la Investigación Científica (CNRS) y varias otras instituciones públicas y privadas, las universidades disponen de sus propios laboratorios o centros de investigación, a menudo agrupados por razones prácticas en institutos:
- Fundación de Ciencias Matemáticas de París
- Sociedad Matemática de Francia
- Sociedad de Matemáticas Aplicadas e Industriales
- Instituto Superior de Electrónica de París
- Instituto Curie
- Instituto Pasteur
- Instituto de Biología Físico-Química (Sorbonne Université y Universidad de París)
- Instituto Henri Poincaré (Sorbonne Université)
- Instituto de Física del Globo de París (Universidad de París)
- Instituto Oceanográfico de París (Sorbonne Université)
- Instituto de Geografía de París (Universidad Panthéon-Sorbonne)
- Sociedad Geológica de Francia
- Instituto de Paleontología
- Institut national de recherches archéologiques préventives

### Cultura y espectáculos
El barrio alberga numerosas bibliotecas públicas, cines, teatros, cabarés temáticos, casas de edición y librerías especializadas en literatura, ciencia, historia, medicina, política, filosofía, derecho y ciencias sociales, que sin embargo cada vez son más escasas en beneficio del comercio electrónico:
- Biblioteca de Santa Genoveva
- Teatro del Odéon
- Le Caveau de la Huchette
- Paradis Latin